# Maserati 26M
Maserati 26M je Maseratijev dirkalnik, ki je bil v uporabi med sezonama sezone 1930 in sezone 1934. Z njim so dirkali tudi Luigi Arcangeli, Luigi Fagioli, Achille Varzi in Rupert Featherstonhaugh. Imel je super procesorski motor Straight-8 s prostornino 2500 cm³. Debitiral je na dirki za Veliko nagrado Rima v sezoni 1930, edino večjo zmago pa je z njim dosegel Rupert Featherstonhaugh, ko je zmagal na dirki za Veliko nagrado Albija v sezoni 1934.